# Acércate a Rocío
Acércate a Rocío es un programa de televisión de Talk show en México, presentado por Rocío Sánchez Azuara, es transmitido a través de la señal de Azteca Uno, originalmente inició transmisiones el 8 de marzo de 2021 en el canal de Imagen Televisión, el día 25 de abril de 2022 cambia de televisora, transmitiéndose ahora en TV Azteca.
También emite su propia versión para la cadena Telemundo en los Estados Unidos llamada Acércate a Rocío, sin fronteras.

## Producción
Se estrenó primero por el canal de Imagen Televisión el 8 de marzo 2021 y terminó sus transmisiones originales el 22 de abril de 2022.
El 25 de abril del mismo año inicia sus transmisiones en la cadena TV Azteca, a través de Azteca Uno, —marcando el tercer regreso de Rocío Sánchez Azuara a la televisora—.
El 3 de febrero de 2024 se estrena la versión Acércate a Rocío: Al límite.

## Concepto
Diferentes problemas son llevados a cabo por parte de Rocío Sánchez Azuara, quién es la encargar de llevar la solución de las problemáticas sociales.

## Panel de especialistas
| Especialista                       | Profesión |
| ---------------------------------- | --------- |
| Irene Moreno                       | Sexóloga  |
| Irma Juárez                        | Abogada   |
| Mario Alberto Herrera              | Abogado   |
| Raúl Brunó                         | Abogado   |
| Gabriela Mejido                    | Psicóloga |
| Iván Benítez Beristain (2022-2024) | Psicólogo |